# Иверка (село)
Иве́рка — село в Ижморском районе Кемеровской области. Входит в состав Красноярского сельского поселения.

## География
Центральная часть населённого пункта расположена на высоте 239 м над уровнем моря.

## Население
| 2010 |
| ---- |
| 181  |

### Половой состав
По данным Всероссийской переписи населения 2010 года, в селе Иверка проживало 181 человек (89 мужчин, 92 женщины).